# Encyclia diurna
Encyclia diurna là một loài lan trong chi Encyclia.

## Synonyms
- Limodorum diurnum Jacq. (Basionym)
- Cymbidium diurnum (Jacq.) Sw.
- Epidendrum diurnum (Jacq.) Poir.
- Cymbidium glandulosum Kunth
- Epidendrum virens Lindl.
- Encyclia virens Schltr.
- Encyclia wageneri (Klotzsch) Schltr.
- Hormidium virens Brieger
- Epidendrum glandulosum (Kunth) Garay
- Epidendrum remotiflorum C. Schweinf.
- Epidendrum wageneri Klotzsch
- Encyclia glandulosa (Kunth) P. Ortiz
- Encyclia remotiflora (C. Schweinf.) Carnevali & I. Ramírez

## Hình ảnh

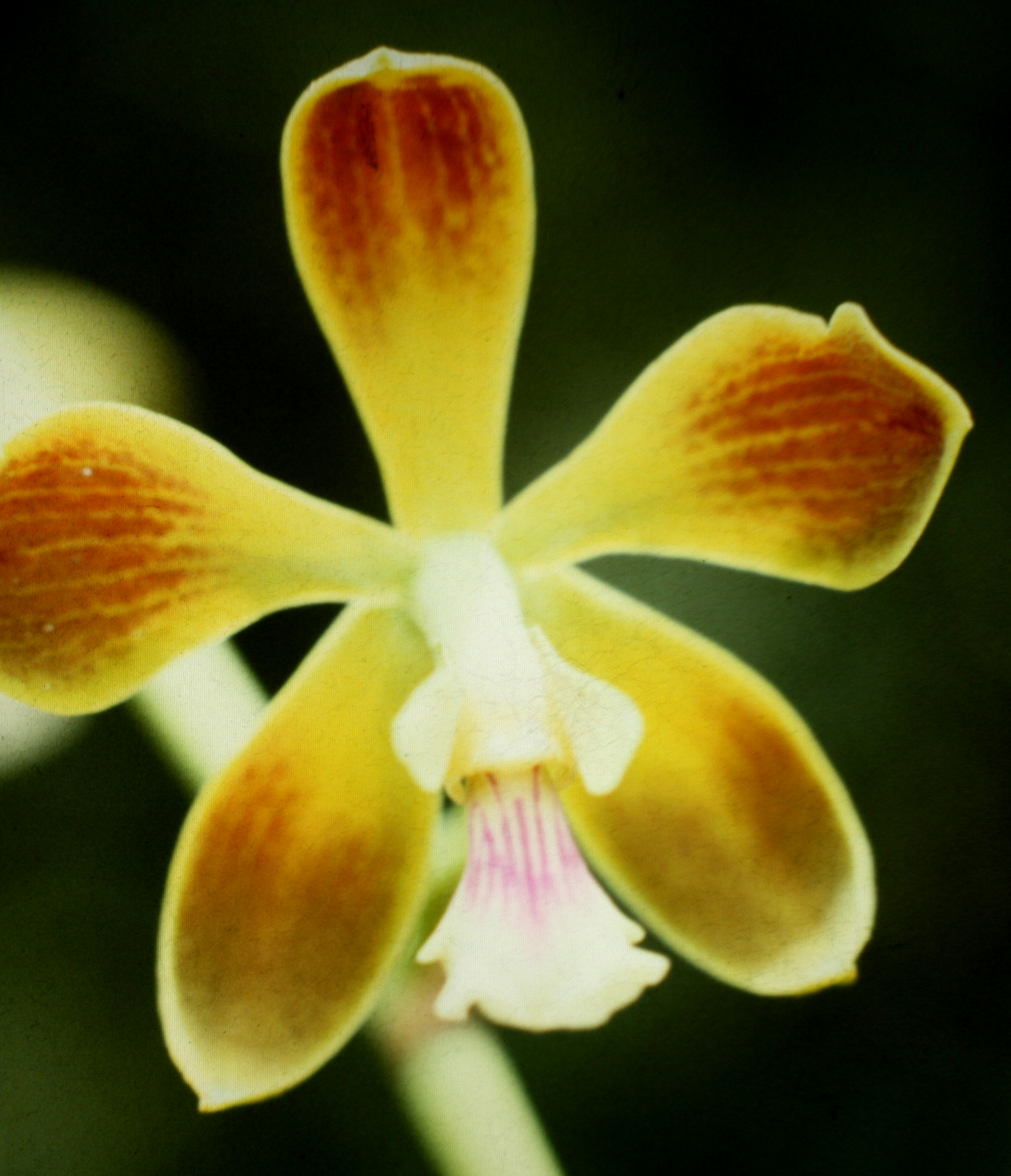
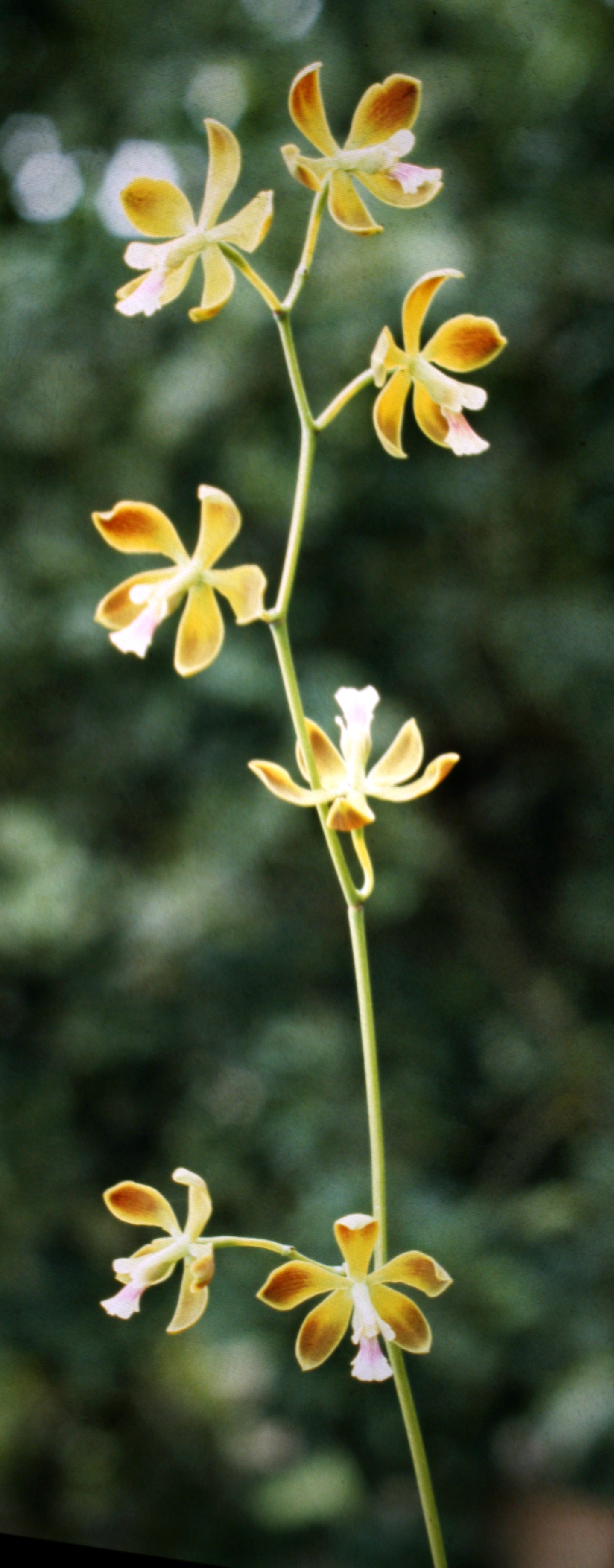
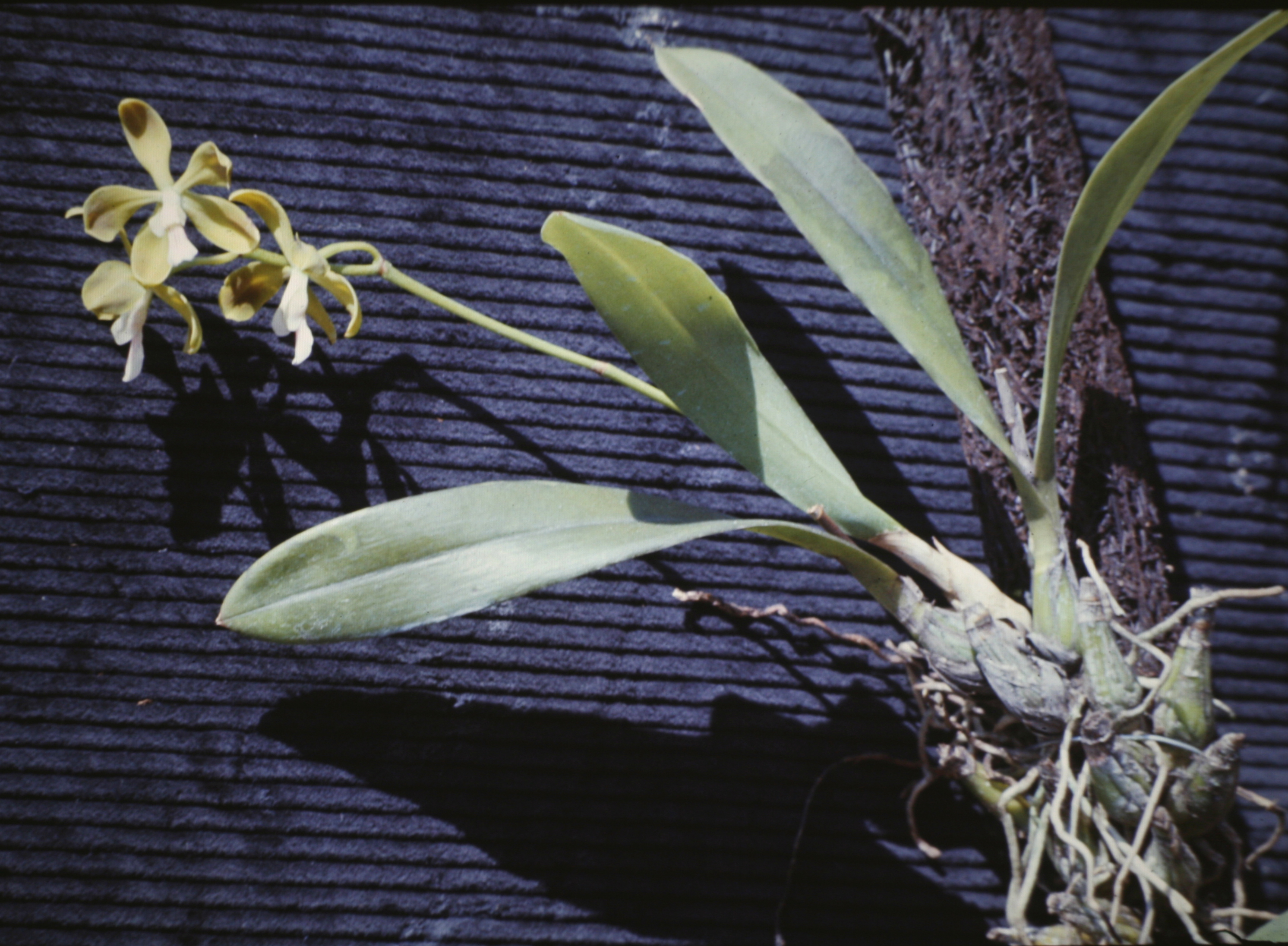